# Lirou (Lez)
Der Lirou (okzitanisch Lairon) ist ein Fluss in Frankreich, der im Département Hérault in der Region Okzitanien verläuft. Er entspringt im Gemeindegebiet von Les Matelles, entwässert zunächst in östlicher Richtung, dreht dann auf Süd bis Südwest und mündet nach rund 11 Kilometern im Gemeindegebiet von Prades-le-Lez als linker Nebenfluss in den Lez. Im Sommer führt der Lirou oft kein Wasser.

## Geographie

### Source du Lirou
Die Source du Lirou (dt. Quelle des Lirou) oder auch Grotte du Lirou (dt. Höhle des Lirou) liegt nordwestlich von Les Matelles auf etwa 135 m. Das Quellwasser entfließt einem bläulich schimmernden Quelltopf, an dessen Grund sich ein mächtiges, schräg nach oben führendes Höhlenportal befindet. Die Schüttung schwankt enorm. So kann die Karstquelle in trockenen Zeiten komplett versiegen oder nach langen Regenperioden einen mächtigen Fluss entspringen lassen. Lange Zeit glaubte man, die Source du Lirou ist ein unterirdischer Überlauf der naheliegenden Source du Lez. Dies hat sich jedoch als falsch erwiesen. In der Quellhöhle liegen zahlreiche Siphons, die schon bei mehreren Tauchgängen durchquert wurden. Nur bei absoluter Trockenheit kann das große Höhlenportal in den Kalksteinfelsen mehrere hundert Meter weit begangen werden. Im Jahre 1950 gab es in der Höhle einen tödlichen Tauchunfall. Direkt nach der Quelle stürzt der Lirou einen Wasserfall herab.

### Verlauf
Etwa 450 m unterhalb der Quelle nimmt der Lirou in Les Matelles den bis dahin 4,1 km langen Déridière auf. Dieser  wird fälschlicherweise oft als Oberlauf des Lirou angesehen. Nach Les Matelles fließt der Lirou in östliche Richtung. An der Mündung des Terrieu nimmt er dessen Fließrichtung nach Süden an. Bei Prades-les-Lez fließt der Lirou nach 10,8 km von links und Osten in den erst etwa 2,5 km langen Lez.

### Zuflüsse
- Déridière (rechts)
- Ruisseau de Roucayrol (rechts)
- Yorgues (links)
- Terrieu (links)
- Rieu Coullon (links)

### Orte am Fluss
(Reihenfolge in Fließrichtung)
- Les Matelles
- Le Triadou
- Prades-le-Lez